# Liste von Zwischenfällen mit der Lockheed Hercules
Die Liste von Zwischenfällen mit der Lockheed Hercules umfasst sowohl die militärische Lockheed C-130 Hercules als auch die zivile Lockheed L-100 Hercules. Die Hercules wurde seit 1954 unter den Lockheed-Typenbezeichnungen 082, 182, 282 und 382 hergestellt.
In der jahrzehntelangen Einsatzgeschichte der Hercules kam es zu hunderten von Totalverlusten verschiedener Art. Es gab, inklusive der zivilen Varianten, mindestens 375 Flugzeugverluste mit über 3700 Toten. Die hiesige Liste ist noch im Aufbau begriffen.
Auszüge:

## 1950er-Jahre
- Am 2. September 1958 schossen sowjetische MiG-17-Kampfflugzeuge eine als Aufklärer ausgerüstete C-130A-II-LM der United States Air Force (USAF) ab (Kennzeichen 56-0528), die in den Luftraum der Armenischen SSR eingedrungen war. Alle 17 Besatzungsmitglieder kamen dabei ums Leben (siehe auch Abschuss einer Lockheed C-130 über der Armenischen Sozialistischen Sowjetrepublik 1958).[5]

- Am 19. September 1958 kollidierte eine C-130A der US Air Force (56-0526) mit einer Dassault Mystère IV der Französischen Luftstreitkräfte nahe Triel-sur-Seine (Frankreich). Alle 6 Insassen sowie der Pilot der Mystère kamen ums Leben.[6]

- Am 20. Mai 1959 überrollte eine C-130A der US Air Force (57-0468) auf dem Militärflugplatz Ashiya (Japan) das Landebahnende und krachte in Kasernengebäude. Einer der neun Insassen kam ums Leben.[7]

## 1960er-Jahre
- Am 3. September 1964 verschwand eine C-130B der indonesischen Luftstreitkräfte (TNI-AU A-1307) in der Meerenge Karimata-Straße. Ausgelöst durch indonesische Angriffe auf das neugegründete Malaysia kam es zu Konfrontationen, in deren Verlauf die Maschine entweder abgeschossen wurde oder bei extremem Tiefflug auf das Wasser aufschlug. Alle 55 Insassen, 8 Besatzungsmitglieder und 47 Passagiere, kamen ums Leben.[8]

- Am 12. Mai 1968 sollten mit einer C-130B der US Air Force (60-0297) so viele Personen wie möglich aus dem belagerten Camp Kham Duc, heutige Provinz Quảng Nam (Südvietnam), evakuiert werden. Die schwer beladene Maschine startete von der Erdpiste, schwankte abrupt, geriet außer Kontrolle und stürzte etwa 1600 Meter hinter der Startbahn ab. Ob dies aufgrund der Überladung oder durch gegnerischen Beschuss geschah, ist unbekannt. Alle 155 Insassen, 6 Besatzungsmitglieder und 149 Passagiere, wurden getötet. Es war der – an der Zahl der Todesopfer gemessene – zweitschwerste Unfall einer Lockheed Hercules.[9]

- Am 16. Juli 1969 landete eine mit Maschinen beladene Lockheed L-100 Hercules der kanadischen Pacific Western Airlines (CF-PWO) bei dunstigem oder nebligem Wetter auf dem Flugplatz in Caycaya (oder Cayaya, Caucaya) (Peru). Die rechte Tragfläche schlug auf dem Boden auf und brach ab, das Flugzeug geriet nach rechts von der Landebahn ab. Alle  Besatzungsmitglieder des Frachtflugs überlebten. Außer Pilotenfehlern wurde auch das Fehlen von Flugsicherung und fest installierten Landehilfen als Ursachen aufgeführt.[10][11][12]

## 1970er-Jahre
- Am 12. September 1972 geriet eine C-130K Hercules der britischen Royal Air Force (Kennzeichen XV194) bei der Landung auf dem Flughafen Tromsø von der Landebahn ab und krachte in einen Graben. Alle Insassen überlebten; die Maschine wurde irreparabel beschädigt.[13][14]

- Am 30. August 1974 explodierte eine L-100 der US-amerikanischen Alaska International Air (N100AK), als auf dem Flughafen Galbraith Lake (Alaska, USA) die aus Treibstoff bestehende Fracht entladen wurde. Personen kamen nicht zu Schaden. Das Flugzeug wurde zerstört.[15]

- Am 27. Oktober 1974 befand sich eine Lockheed L-100 Hercules der Alaska International Air (N102AK) im Anflug auf den Flughafen Bettles (Alaska, USA), als in der Nähe von Old Man’s Camp die Hälfte der rechten Tragfläche abbrach und die Maschine abstürzte. Ursache war ein Ermüdungsbruch, der aufgrund mangelhafter Wartung unentdeckt blieb. Alle 4 Besatzungsmitglieder kamen ums Leben.[16]

- Am 21. November 1976 stürzte eine L-100-20 Hercules der kanadischen Pacific Western Airlines (C-FPWX) bei Kisangani, Zaire ab. Die Piloten suchten nach einer Möglichkeit, die Maschine bei schlechter Sicht notzulanden, als ihre Maschine mit Bäumen und Termitenhügeln kollidierte. Dabei starben fünf von sechs Personen an Bord. Für eine Umkehr zu einem anderen Flughafen war nicht genug Kerosin an Bord (siehe auch Flugunfall der Pacific Western Airlines bei Kisangani).[17]

## 1980er-Jahre
- Am 14. März 1980 explodierte im Anflug auf die Incirlik Air Base (Türkei) 15 Kilometer westlich des Luftwaffenstützpunkts der linke Treibstofftank einer C-130H der United States Air Force (Kennzeichen 74-2064). Alle 18 Insassen, 6 Besatzungsmitglieder und 12 Passagiere, kamen ums Leben.[18]

- Am 16. Mai 1981 wurde eine L-100-30 der TAAG Angola Airlines (D2-EAS) beim Landeanflug auf den Flughafen Menongue abgeschossen. Alle vier Insassen, die Besatzung des Frachtfluges, starben.[19]

- Am 13. April 1982 stürzte eine C-130H der United States Air Force (USAF) (74-1678) bei Gevenlik (Türkei) ab. Die Maschine befand sich im Reiseflug von Erzurum nach Erzincan. Der Unfall ereignete sich, als die Halterung des Triebwerks Nr. 4 (rechts außen) versagte, was zum Abbrechen des Flügels führte. Alle 27 Insassen wurden getötet.[20]

- Am 27. August 1983 flog eine L-100-30 (N17ST) der Transamerica Airlines 50 Kilometer südlich des Zielflughafens Dundo in Angola bei schlechten Sichtverhältnissen gegen einen Berg. Alle 7 Insassen, 4 Besatzungsmitglieder und 3 Passagiere, wurden getötet.[21]

- Am 29. Dezember 1984 wurde eine L-100-30 (N24ST) der Transamerica Airlines bei einem Feuergefecht auf dem Flughafen Cafunfo in Angola beschädigt. Die Maschine musste als Totalverlust abgeschrieben werden. Personen wurden nicht verletzt.[22]

- Am 21. November 1985 flog eine C-130H-MP der indonesischen Luftstreitkräfte (TNI-AU A-1322) gegen den Vulkan Sibajak (Sumatra, Indonesien). Alle 11 Insassen wurden getötet.[23]

- Am 4. Oktober 1986 stürzte eine L-100-30 der US-amerikanischen Southern Air Transport (N15ST) kurz nach dem Abheben von der Lackland Air Force Base (Texas, USA) aus einer Höhe von rund 200 Metern nahezu senkrecht ab. Ursache war die Blockierung des Höhenruders, die durch die Benutzung einer unzulässigen Vorrichtung des Betreibers verursacht wurde. Alle 3 Besatzungsmitglieder kamen ums Leben (siehe auch Southern-Air-Transport-Flug 15).[24]

- Am 8. April 1987 stürzte eine L-100-30 der US-amerikanischen Southern Air Transport (N517SJ) kurz nach dem Abheben von der Travis Air Force Base (Kalifornien, USA) in einer steilen Fluglage auf das Flugplatzgelände, nachdem zwei Triebwerke nahezu gleichzeitig die Leistung verloren hatten. Auslösende Ursache war mangelhafte Wartung durch Southern Air Transport. Alle 5 Besatzungsmitglieder wurden getötet (siehe auch Southern-Air-Transport-Flug 517).[25]

- Am 14. Oktober 1987 wurde eine L-100-30 der schweizerischen Zimex Aviation (HB-ILF) 40 Kilometer westlich des Startflughafens in Kuito (Angola) während des Bürgerkriegs von Angola abgeschossen. Die Maschine war im Auftrag des IKRK unterwegs. Alle 6 Insassen, 4 Besatzungsmitglieder und 2 Passagiere, wurden getötet. Auch am Boden kamen 2 Menschen ums Leben (siehe auch Abschuss einer Lockheed L-100 der Zimex Aviation).[26][27]

- Am 17. August 1988 stürzte eine C-130B der pakistanischen Luftstreitkräfte mit dem Kennzeichen 23494 kurz nach dem Start bei Bahawalpur ab. Alle 30 Insassen starben, darunter der pakistanische Staatspräsident Mohammed Zia-ul-Haq, der US-Botschafter, ein US-General und 17 hochrangige pakistanische Militärangehörige. Die Ursache ist nicht eindeutig geklärt, es wird technisches Versagen oder Sabotage angenommen.[28]

- Am 8. April 1989 machten die Piloten einer L-100-20 der angolanischen Transafrik (S9-NAI) eine Notlandung auf dem Flughafen von Luena (Angola), da zwei der vier Triebwerke brannten. Ursache dafür war eventuell der Beschuss mit kleinkalibrigen Waffen im Anflug. Die Maschine brannte samt ihrer Ladung von Kerosin für die angolanische Luftwaffe aus, aber alle vier Besatzungsmitglieder überlebten.[29]

- Am 1. August 1989 kam es mit einer L-100-30 der Air Algérie (7T-VHK) auf dem Flughafen Tamanrasset-Aguenar (Algerien) zu einer sehr harten Landung, die in einem Ringelpiez endete. Das Flugzeug wurde irreparabel beschädigt. Alle vier Besatzungsmitglieder überlebten.[30]

## 1990er-Jahre
- Am 12. August 1990 verloren an einer L-100-30 der US-amerikanischen Southern Air Transport (SAT) (N911SJ) kurz nach dem Start vom Flughafen Juba (Sudan) nacheinander alle vier Triebwerke an Leistung. Bei der Rückkehr und Notlandung auf dem Startflughafen wurde das Landebahnende überrollt und das Flugzeug irreparabel beschädigt. Alle fünf Insassen, vier Besatzungsmitglieder und ein Passagier, überlebten.[31]

- Am 31. Januar 1991 wurde eine AC-130H der US Air Force (69-6567) während des Unternehmens „Desert Storm“ nahe Ras Al Khafji (Saudi-Arabien) durch eine Luftabwehrrakete abgeschossen. Alle 14 Besatzungsmitglieder wurden getötet.[32]

- Am 5. Februar 1991 wurde eine C-130H der griechischen Luftwaffe (GrAF 748) in das Othrys-Gebirge (Griechenland) geflogen, 24 Kilometer westsüdwestlich des Flughafens Volos-Nea Anchialos. Alle 63 Insassen, 5 Besatzungsmitglieder und 58 Passagiere, wurden bei diesem CFIT (Controlled flight into terrain) getötet.[33]

- Am 16. März 1991 wurde eine L-100-30 der angolanischen Transafrik, gemietet von der bolivianischen Transportes Aéreos Bolivianos (TAB) (CP-1564), während des Reisefluges in Flugfläche 170 (etwa 5180 Meter) mit einer Luftabwehrrakete abgeschossen. Die Maschine stürzte 32 Kilometer von Malanje (Angola) entfernt ab. Alle 9 Insassen, 3 Besatzungsmitglieder und 6 Passagiere, wurden getötet.[34]

- Am 2. September 1991 rollte eine L-100-20 der US-amerikanischen Southern Air Transport (SAT) (N521SJ) auf dem Flughafen von Wau (Sudan) auf dem Weg zur Startbahn über eine Landmine und wurde zerstört. Alle fünf Besatzungsmitglieder überlebten.[35]

- Am 17. September 1991 wurde eine L-100-30 der Ethiopian Airlines (ET-AJL) bei der Rückkehr zum Flughafen Dschibuti in den Berg Mount Arey geflogen. Aufgrund von Problemen mit dem Bugfahrwerk war der Flug nach Dire Dawa abgebrochen worden. Alle 4 Besatzungsmitglieder wurden getötet.[36]

- Am 5. Oktober 1991 geriet an einer C-130H der indonesischen Luftstreitkräfte (TNI-AU A-1324) kurz nach dem Start vom Flughafen Jakarta-Halim (Indonesien) ein Triebwerk in Brand. Offenbar ging die Kontrolle über das Flugzeug verloren, und es stürzte in ein Ausbildungszentrum 3 Kilometer südlich des Flughafens. Von den 134 Insassen kamen 133 ums Leben, alle 12 Besatzungsmitglieder und 121 Passagiere, außerdem wurden 2 Personen am Boden getötet. Dies war der viertschwerste Unfall einer Hercules, gemessen an der Anzahl der Todesopfer.[37]

- Am 26. September 1992 stürzte eine C-130H der Nigerianischen Luftwaffe (NAF911) kurz nach dem Start in einen Sumpf mit Mangrovenbäumen. Unmittelbar nach dem Abheben war das Triebwerk 2 ausgefallen, kurz darauf gefolgt von einem zweiten. Die Piloten wollten in einem Kanal notwassern, es kam jedoch zu einem dritten Triebwerksausfall. Das Flugzeug stürzte 7 Kilometer westlich des Startflughafens Lagos (Nigeria) senkrecht zu Boden. Die Maschine war auf dem Weg nach Kaduna (Nigeria) und Jos. Alle 159 Insassen, 8 Besatzungsmitglieder und 151 Passagiere, kamen ums Leben; dies ist die amtliche Angabe. Es ist jedoch wahrscheinlich, dass mehr Personen an Bord waren, da keine Ladepapiere erstellt wurden. Weitere Berichte geben 163 Insassen an, andere 174 und sogar 200 Personen, da unter den Toten unidentifizierte Kinder waren ebenso wie militärisches Personal, das quasi „per Anhalter“ unterwegs war. In jedem Fall war dies der – an der Zahl der Todesopfer gemessene – schwerste Unfall einer Lockheed Hercules.[38][39][40]

- Am 17. März 1994 wurde eine C-130H der iranischen Luftwaffe (IrAF 5-8521) 3 Kilometer nördlich von Stepanakert (Bergkarabach, Armenien) höchstwahrscheinlich abgeschossen. Alle 32 Insassen, 13 Besatzungsmitglieder und 19 Passagiere, wurden getötet.[41]

- Am 26. Februar 1996 stürzte eine  C-130H der sudanesischen Luftstreitkräfte (Kennzeichen unbekannt) nahe Jabal Awliya (Sudan, 40 Kilometer südlich von Khartum) zehn Minuten vor der Landung auf dem Flughafen Khartum brennend ab. Alle 91 Insassen, 5 Besatzungsmitglieder und 86 Passagiere kamen ums Leben.[42]

- Am 15. Juli 1996 verunglückte eine C-130H der belgischen Luftwaffe (CH-06) bei der Landung auf dem Flughafen Eindhoven (Niederlande). Die Maschine war durch die niederländische Luftwaffe gechartert worden. Nach mehreren Vogelschlägen verloren die linken Triebwerke 1 und 2 an Leistung, die Besatzung stellte jedoch Triebwerk 3 ab. Das Flugzeug stürzte neben der Landebahn ab. Die Feuerwehr des Flughafens Eindhoven bemerkte allerdings erst nach 23 Minuten, dass sich Passagiere in der Kabine befanden. Von den 41 Insassen kamen 34 ums Leben, davon alle 4 Besatzungsmitglieder sowie 30 Passagiere; lediglich 7 Passagiere überlebten (siehe auch Luchtcomponent-Flug 610).[43]

- Am 13. März 1997 stürzte eine C-130 der iranischen Luftwaffe (Kennzeichen unbekannt) 24 Kilometer vom Zielflughafen Maschhad (Iran) entfernt ab, nachdem die Piloten Triebwerksprobleme gemeldet hatten. Alle 86 Insassen kamen ums Leben.[44]

- Am 20. Dezember 1997 wurde eine C-130H der griechischen Luftwaffe (GrAF 750) in den Berg Pastra (Griechenland) geflogen. Die Maschine war im Anflug auf den Militärflugplatz Tanagra. Bei diesem CFIT (Controlled flight into terrain) wurden alle 5 Besatzungsmitglieder getötet.[45]

- Am 26. Dezember 1998 stürzte eine L-100-30 Hercules der angolanischen Transafrik (S9-CAO) in dichtem Dschungel 25 Kilometer vom Startflughafen von Huambo (Angola) entfernt ab. Die Maschine wurde im Auftrag der Vereinten Nationen betrieben. Aufgrund heftiger Kämpfe in diesem Gebiet war es den Vertretern der UNO unmöglich, zum Wrack zu gelangen und die Absturzursachen zu untersuchen. Alle 14 Insassen, 4 Besatzungsmitglieder und 10 Passagiere, kamen ums Leben.[46]

- Am 2. Januar 1999 wurde eine L-100-30 der angolanischen Transafrik (D2-EHD) 80 Kilometer nördlich von Huambo (Angola) durch Rebellen der UNITA abgeschossen. Die Maschine war im Auftrag der Vereinten Nationen unterwegs. Alle 9 Insassen, 4 Besatzungsmitglieder und 5 Passagiere, wurden getötet.[47]

- Am 28. Dezember 1999 überrollte eine L-100-30 der angolanischen Transafrik (S9-BOP) auf dem Flugplatz Cuango-Luzamba (Angola) das Landebahnende und rutschte in eine 12 Meter tiefe Schlucht. Die Landebahn war nur 910 Meter lang, ihre Oberfläche bestand aus Erde. Als Ladung war Dieseltreibstoff an Bord. Alle vier Besatzungsmitglieder überlebten den Unfall.[48]

## 2000er-Jahre
- Am 2. Februar 2000 wurde ein Airbus A300B2-203 der Iran Air (EP-IBR) zerstört, als die Crew einer C-130 Hercules der Iranischen Luftwaffe während des Starts in Teheran-Mehrabad die Kontrolle verlor und ihre Maschine mit dem Airbus kollidierte, der gerade zu einem Hangar geschleppt wurde. Die acht Insassen der Hercules kamen dabei ums Leben (siehe auch Flugzeugkollision auf dem Flughafen Teheran-Mehrabad 2000).[49][50]

- Am 9. Januar 2002 wurde eine Lockheed KC-130 des United States Marine Corps (Bu 160021) beim Landeanflug auf den Luftwaffenstützpunkt Shamsi (Washki, Pakistan) gegen einen Berghang geflogen. Durch diesen CFIT (Controlled flight into terrain) wurden alle 10 Besatzungsmitglieder getötet. Als Ursache wird eine zu tiefe Flughöhe mit Desorientierung der Piloten angesehen.[51]

- Am 17. Juni 2002 stürzte eine von Hawkins & Powers Aviation betriebene C-130A (Kennzeichen N130HP) während der Waldbrandbekämpfung in der Nähe von Walker, Kalifornien ab. Nach dem Abwurf der Löschmittel klappten beide Tragflächenseiten nach oben, die rechte brach sofort ab, kurz darauf gefolgt von der linken. Der Rumpf stürzte nahezu senkrecht zu Boden. Alle drei Besatzungsmitglieder kamen ums Leben.[52] Die Unfalluntersuchung ergab Ermüdungsrisse in der Tragfläche als Ursache für Auseinanderbrechen und Absturz.[53]

- Am 10. Juni 2005 setzte eine L-100-30 der angolanischen Transafrik (S9-BAS) am Flughafen Lokichoggio (Kenia) sehr hart vor der Landebahn auf. Dabei brach der obere Mittelrumpf auf. Die ohnehin nur 1800 Meter lange Landebahn war durch eine bei der Landung beschädigte Hawker-Siddeley HS 780 Andover der kenianischen 748 Air Services (5Y-SFE) teilweise blockiert. Drei kleinere Verkehrsflugzeuge landeten auf dem verbliebenen Landebahnstück, während die Piloten zweier Antonow An-12 nach Juba (Sudan) auswichen. Auch dem Hercules-Kapitän wurde nahegelegt, zu einem anderen Flughafen auszuweichen. Er entschied sich jedoch für eine Landung vor Ort. Kurz vor dem Stillstand schlug die rechte Tragfläche auch noch in die Andover ein, was dieser den Rest gab und auch sie zum Totalschaden machte. Die Hercules war im Auftrag der Vereinten Nationen unterwegs. Alle fünf Besatzungsmitglieder überlebten die Bruchlandung.[54][55]

- Am 6. Dezember 2005 stürzte eine Lockheed C-130E der iranischen Luftwaffe (IrAF 5-8519) im Anflug auf den Flughafen Teheran-Mehrabad (Iran) in ein zehnstöckiges Wohnhaus im Wohngebiet Azari. Acht Minuten nach dem Start hatte die Besatzung Triebwerksprobleme mit dem Motor 4 (rechts außen) gemeldet und war für eine Notlandung umgekehrt. Insgesamt kamen 106 Personen ums Leben, alle 94 Insassen, 10 Besatzungsmitglieder und 84 Passagiere; in dem Hochhaus wurden weitere 12 Menschen getötet.[56]

- Am 5. Mai 2006 brannte eine C-130H der belgischen Luftwaffe (CH-02) auf dem Flughafen Brüssel-Zaventem (Belgien) vollständig aus. Im Wartungshangar der belgischen Fluggesellschaft Sabena war ein Brand ausgebrochen, der erst 3 Stunden später unter Kontrolle gebracht werden konnte, nachdem das Dach eingestürzt war. Auch drei Airbus A320 verschiedener Fluggesellschaften brannten aus. Personen kamen nicht zu Schaden.[57]

- Am 12. Juli 2006 schlug eine L-100-30 der angolanischen Transafrik (S9-BOF) beim zweiten Landeversuch auf dem Flughafen von Kigoma (Tansania) mit hoher Sinkgeschwindigkeit 300 Meter links von der Landebahn 16 am Boden auf und wurde zerstört. Die Maschine wurde im Auftrag der Vereinten Nationen betrieben. Alle fünf Besatzungsmitglieder überlebten.[58]

- Am 13. August 2006 stürzte eine L-100-30 der Air Algérie (7T-VHG) auf dem Weg von Algier nach Frankfurt in der Nähe der italienischen Stadt Piacenza ab, nachdem es im Anschluss an den Ausfall des Autopiloten zum Kontrollverlust gekommen war. Die 3 Besatzungsmitglieder überlebten den Unfall nicht (siehe auch Air-Algérie-Flug 2208).[59]

- Am 20. Mai 2009 flog eine L-100-30 der indonesischen Luftstreitkräfte (TNI-AU A-1325) während des Anflugs auf den Militärflugplatz Iswahyudi bei der Stadt Madiun (Indonesien) in vier Häuser, fing Feuer und rutschte in ein Reisfeld. Insgesamt wurden 99 Menschen getötet, 2 am Boden und 97 der 112 Insassen (14 Besatzungsmitglieder und 98 Passagiere).[60]

## 2010 bis 2019
- Am 4. Juni 2010 kam es mit einer L-100-30 der angolanischen Transafrik (S9-BAT), die von der US-amerikanischen National Airlines betrieben wurde, zu einem Landeunfall in Afghanistan. Auf der Sharana Air Base kam die Maschine neben der Landebahn zum Liegen. Alle Insassen überlebten.[61]

- Am 12. Oktober 2010 verunglückte eine L-100-20 (5X-TUC) der angolanischen Transafrik, die im Auftrag der NATO-Truppen von der US-amerikanischen National Airlines betrieben wurde. Die Maschine war unterwegs von der Bagram Air Base zum Flughafen Kabul 30 Kilometer östlich des Zielflughafens. Bei dem Unfall kamen alle acht Besatzungsmitglieder ums Leben.[62]

- Am 11. Februar 2014 verunglückte eine C-130H der algerischen Luftstreitkräfte (Kennzeichen 7T-WHM) in bergigem Gelände nahe Aïn Kercha. Die Maschine befand sich im Anflug auf den Flughafen Constantine, als sie 30 Kilometer südlich davon mit dem Gelände kollidierte. Von den 77 Personen an Bord kamen 76 ums Leben.[63]

- Am 30. Juni 2015 stürzte eine rund 50 Jahre alte C-130B der indonesischen Luftstreitkräfte (A-1310) in Medan auf der indonesischen Insel Sumatra nach dem Abheben 4,7 Kilometer südwestlich des Startflughafens Polonia in ein Wohngebiet. Die Piloten hatten Probleme gemeldet und eine Umkehr angekündigt. Alle 122 Insassen wurden getötet, 12 Besatzungsmitglieder und 110 Passagiere. Auch wurden zahlreiche Häuser zerstört und dort weitere 17 Menschen getötet. Mit insgesamt 139 Toten war dies der drittschwerste Unfall einer Hercules, gemessen an der Anzahl der Todesopfer (siehe auch Flugzeugabsturz in Medan 2015).[64]

- Am 2. Oktober 2015 stürzte eine C-130J der USAF (08-3174) in Dschalalabad in Afghanistan ab. Dabei starben elf Personen an Bord und drei afghanische Soldaten am Boden. Grund war eine von der Besatzung verursachte Blockierung des Höhenruders durch den Behälter eines Nachtsichtgerätes, um dessen Verstauen im Cockpit zu vereinfachen (siehe auch Absturz einer C-130J Hercules der United States Air Force nahe Dschalalabad).[65][66]

- Am 11. Juli 2016 kam eine C-130H der portugiesischen Luftstreitkräfte (16804) bei der Startbeschleunigung auf dem Militärflugplatz Montijo nach links und anschließend nach rechts von der Startbahn ab, fing Feuer und stürzte knapp 1500 Meter hinter der Startbahn ab. Von sieben Besatzungsmitgliedern starben drei, vier weitere wurden verletzt.[67][68]

- Am 18. Dezember 2016 flog eine C-130H der indonesischen Luftstreitkräfte (A-1334) beim Anflug auf den Flughafen Wamena in hügeliges Gelände 1700 Meter südöstlich der Landebahnschwelle. Durch diesen CFIT (Controlled flight into terrain) in der Provinz Papua wurden alle 12 Besatzungsmitglieder und der einzige Passagier getötet.[69][70]

- Am 10. Juli 2017 stürzte eine KC-130T des United States Marine Corps (Bu 165000) in der Deltaregion des Mississippi River (USA) ab. Auslöser war der Bruch des Propellerblatts am Triebwerk 2 (links innen), das den Flugzeugrumpf von rechts her aufschlitzte und durch ihn hindurch schoss, woraufhin sich auch der Propeller 3 (rechts innen) löste und den Rumpf sowie die Höhenflosse beschädigte. Anschließend brach das gesamte Rumpfvorderteil ab und stürzte zu Boden, gefolgt vom Rest der Maschine. Alle 16 Insassen, 8 Besatzungsmitglieder und 8 Passagiere, wurden getötet.[71]

- Am 2. Mai 2018 stürzte eine WC-130 des 156th Airlift Wing der Nationalgarde Puerto Ricos (65-0968) nach einem Triebwerksausfall zwei Kilometer nordöstlich des Startflughafens Savannah/Hilton Head (Georgia) ab. Die Maschine war auf einem Überführungsflug zur Außerdienststellung im Flugzeugdepot AMARG bei Tucson, Arizona. Alle Insassen, neun Besatzungsmitglieder, kamen ums Leben.[72][73]

- Am 6. Dezember 2018 kollidierten eine McDonnell Douglas F/A-18C/D und eine KC-130J des United States Marine Corps (Bu 167981) während eines Tankmanövers östlich Japans miteinander. Die Besatzung der F/A-18 konnte sich aus dem Flugzeug katapultieren und der WSO wurde gerettet, während der Pilot nur noch tot geborgen werden konnte.[74] Die fünfköpfige Besatzung des Tankflugzeuges wurde zunächst als vermisst gemeldet und nach dem Abbruch der Suche am 11. Dezember 2018 für tot erklärt.[75][76]

- Am Nachmittag des 9. Dezember 2019 stürzte eine C-130H der chilenischen Luftstreitkräfte mit dem Kennzeichen 990 mit 38 Personen an Bord über der Drakestraße (Südlicher Ozean) ab. Sie war auf dem Weg von Punta Arenas zur Forschungsstation Presidente Frei und verschwand etwa zwei Stunden nach dem Start vom Radar der Flugsicherung. Am 12. Dezember 2019 konnte die ungefähre Absturzstelle anhand von Trümmerteilen lokalisiert werden. Niemand von den 17 Besatzungsmitgliedern und 21 Passagieren überlebte den Unfall (siehe auch Absturz einer Lockheed C-130 der chilenischen Luftstreitkräfte im Dezember 2019).[77]

## Ab 2020
- Am 23. Januar 2020 stürzte ein amerikanisches Löschflugzeug des Typs EC-130Q der US-amerikanischen Coulson Aviation (N134CG) über dem Gebiet Peak View nordöstlich von Cooma, New South Wales, Australien bei Löscharbeiten ab. Die 3 Besatzungsmitglieder starben (siehe auch Coulson-Aviation-Flug B134).[78][79]

- Am 29. September 2020 kollidierten eine KC-130J und eine F-35B des United States Marine Corps bei einem Luftbetankungsmanöver über Kalifornien. Die F-35B stürzte ab und wurde zerstört, ihr Pilot rettete sich mit dem Schleudersitz. Die KC-130J verlor beide Propeller der rechten Tragfläche, die Piloten konnten das Flugzeug auf einem Feld bauchlanden. Alle acht Besatzungsmitglieder blieben unverletzt.[80] Das schwer beschädigte Flugzeug wurde zum Abtransport teildemontiert.[81]

- Am 4. Juli 2021 stürzte eine C-130H der philippinischen Luftwaffe (PhilAF 5125) beim Versuch, nach einem misslungenen Landeversuch auf dem Flughafen der Stadt Jolo durchzustarten, in das Barangay Bangkal der nahegelegenen Stadtgemeinde Patikul  und fing Feuer.[82] Mindestens 47 der 96 Insassen sowie 3 Zivilisten am Boden kamen ums Leben.[83][84][85]